# Andromaque (Grétry)
Andromaque és una tragédie lyrique en tres actes, amb música de André Grétry i llibret en francès de Louis-Guillaume Pitra, basat en l'obra de Jean Racine Andromaque. Es va estrenar a la Académie Royale de Musique de París el 6 de juny de 1780. És l'única òpera de Grétry escrita en la forma de tragédie lyrique.

## Personatges
| Personatges            | Tessitura | Elenc de l'estrena, 6 de juny de 1780 |
| ---------------------- | --------- | ------------------------------------- |
| Andromaque (Andrómaca) | soprano   | Rosalie Levasseur                     |
| Pirro                  | tenor     | Joseph Legros                         |
| Hermione               | soprano   | Marie-Joséphine Laguerre              |
| Oreste (Orestes)       | baríton   | Henri Larrivée                        |
| Phoenix                |           |                                       |

## Enregistrament
- Andromaque Karine Deshayes, Maria Riccarda Wesseling, Sébastien Guèze, Tassis Christoyannis, Cor i orquestra de Le Concert Spirituel, dirigit per Hervé Niquet (Glossa, 2010)